# Fred Hechinger
Fred Hechinger, född 2 december 1999 i New York, är en amerikansk skådespelare. Han är mest känd för att spela rollen som Trevor i filmen Eighth Grade, John Calley i westerndramat News of the World och Ethan Russell i den psykologiska thrillern Kvinnan i fönstret. Han har också medverkat i filmtrilogin Fear Street på Netflix och i den första säsongen av HBO-serien The White Lotus.
Hechinger medverkade under år 2024 i superhjältefilmen Kraven the Hunter, som egentligen skulle ha haft biopremiär i januari och oktober 2023. Han syntes i rollen som Dmitri Smerdyakov / Chameleon i den filmen.

## Filmografi (i urval)
- 2018 – Eighth Grade
- 2020 – News of the World
- 2021 – Kvinnan i fönstret
- 2021 – Fear Street Part One: 1994
- 2021 – Fear Street Part Two: 1978
- 2021 – The White Lotus (TV-serie)
- 2021 – Fear Street Part Three: 1666
- 2022 – Pam & Tommy (TV-serie)
- 2022 – The Pale Blue Eye
- 2024 – Nickel Boys
- 2024 – Gladiator II
- 2024 – Kraven the Hunter